# Mertzig
Mertzig (lussemburghese: Mäerzeg) è un comune del Lussemburgo centrale. Fa parte del cantone di Diekirch, nel distretto omonimo.
Nel 2005, la città di Mertzig, capoluogo del comune che si trova al centro del suo territorio, aveva una popolazione di 1 439 abitanti.
Il comune fu istituito il 30 dicembre 1874, quando fu scorporato da Feulen. La legge istitutiva fu approvata il 20 novembre 1874.